# Brain Challenge
Brain Challenge es un videojuego de ejercicio mental  similar a Big Brain Academy, presentando «rompecabezas de ejercicio del cerebro». El juego estuvo desarrollado por Gameloft Beijing para teléfonos celulares y iPods y se lanzó el 5 de septiembre de 2007. Fue publicado para Nintendo DS, versión lanzada el 2008, Xbox Live Arcade, lanzado el 12 de marzo de 2008, y PlayStation 3, lanzado el 27 de noviembre de 2008. La versión de N-Gage 2.0 estuvo liberada en el 3 de abril del 2008. Una versión para la WiiWare estuvo liberada en Japón el 14 de octubre de 2008, en Europa el 7 de noviembre de 2008 y en América del Norte el 10 de noviembre de 2008. La versión para la Wii también utiliza Miis para el perfil de jugadores. OnLive también había lanzado su nuevo streaming de juego con Brain Challenge el 27 de julio de 2010. El 20 de enero de 2011, el juego estuvo liberado para Mac OS X.

## Modo de juego
El juego también está estructurado como Big Brain Academy en que los rompecabezas se dividen en cuatro categorías separadas: Lógica, Matemática, Visual y Enfoque ; la versión Xbox Live Arcade, PlayStation 3, PSP, Wii, Nintendo DS y PC agregan una quinta categoría, Memoria . Los rompecabezas se pueden jugar en tres niveles de dificultad y los rompecabezas más complejos se desbloquean a través de la progresión de un jugador a través del juego. 
Muchos de los rompecabezas son similares a los de Big Brain Academy y Brain Age . Por ejemplo, Balance muestra diferentes objetos en escalas, y el jugador debe determinar a partir de las relaciones en las escalas cuál es el objeto más pesado. En la prueba Trout Route, el jugador debe seguir un camino basado en la relación numérica progresiva dada (es decir, +2, -3, etc. ) Viajar requiere que el jugador memorice una ruta de flechas, mientras que Ascending hace que el jugador determine el orden de un grupo de objetos de menor a mayor cantidad. Bouncing Ball hace que el jugador determine lo más rápido posible qué bola rebota más alto. 

### Modos de juego
El juego presenta dos modos:
- Prueba: el nivel de dificultad se ajusta automáticamente a lo largo del juego según el rendimiento.
- Entrenamiento gratuito (Sala de entrenamiento en la versión XBLA): permite al jugador seleccionar ejercicios de su elección en tres niveles disponibles (Fácil, Medio, Difícil).

El XBLA, PlayStation 3, y Nintendo DS las versiones también presentan modos adicionales:
- Creativo (disponible en PS3 con un paquete de complementos): un modo relajante en el que el jugador puede garabatear dibujos o disparar fuegos artificiales.
- Estrés: un modo de prueba más estresante que el modo de prueba básico, que agrega ruidos y elementos visuales que distraen, como obligar al jugador a hacer dos acciones dispares a la vez, o lidiar con imágenes o insectos que distraen en la pantalla.
- Modo para niños (disponible en PS3 con un paquete de complementos): un modo multijugador que permite a los jugadores más jóvenes jugar.
- Entrenador personal : un entrenador de IA seleccionado por el usuario que acompaña al jugador a través de varios modos.
- Diagramas cerebrales: estadísticas detalladas y gráficos que rastrean el juego pasado.

## Multijugador
La versión de Nintendo DS soporta hasta tres jugador multiplayer vía de Nintendo Wi-Fi Connection, mientras el Xbox Live Arcade, PlayStation Network, y OnLive puede soportar hasta cuatro jugador en línea.

## Recepción
| Publicación | Puntuación |
| --- | ---------- |
| DS Fanboy (DS)                                                                                                   | 8 de 10    |
| Eurogamer (DS) (enlace roto disponible en Internet Archive; véase el historial, la primera versión y la última). | 5 de 10    |
| Extreme Gamer (DS)                                                                                               | 7.8 de 10  |
| IGN (DS) | 7.5 de 10  |
| GameSpot (XBLA)                                                                                                  | 5.5 de 10  |
| IGN (Móvil) | 8.3 de 10  |
| IGN (XBLA) | 7.2 de 10  |
| iLounge (IPOD)                                                                                                   | Un-        |
| Inside Mac games (iPod)                                                                                          | 8 de 10    |
| Mobile Gamer FAQ (móvil)                                                                                         | 8.5 de 10  |
| Pocket Gamer (iPod)                                                                                              | 8 de 10    |
| Pocket Gamer (móvil)                                                                                             | 8 de 10    |
| Pocket Gamer (N-Gage)                                                                                            | 6 de 10    |
| IGN (PSP) | 7.2 de 10  |
| Team Xbox (XBLA)                                                                                                 | 4 de 10    |

 Las versiones de teléfono móvil e iPod fueron muy bien recibidas, incluido un 8.3 / 10 de IGN para la versión inalámbrica, que elogió, "[la] mayoría de los rompecabezas son buenos y los valores de producción son fuertes". Pocket Gamer se entusiasmó con la versión del iPod en su revisión 8 de 10, y dijo: "Es casi obvio recomendar Brain Challenge . Es agradable, estimulante y hay una cantidad notable [de jugabilidad] ". La revisión A de iLounge de la versión del iPod también aplaudió: "Es una oferta tan inteligente para esta plataforma como Brain Age para Nintendo ".
La revisión de IGN para la versión de Nintendo DS fue menos entusiasta (7.5 / 10), pero aún destacó la Prueba de Estrés como un giro innovador a la fórmula del juego de ejercicios cerebrales, como lo fue su revisión de la versión Xbox Live Arcade (7.2 / 10), aunque mencionó, "Brain Challenge tiene bastante profundidad... Haciendo su camino a través de Brain Challenge podría tomar un tiempo muy, muy largo tiempo."  La reseña de DS Fanboy fue más generosa con una reseña del 8/10, y aunque lo calificó como "un pequeño juego extraño", elogió, "Mucho valor de repetición, interesantes desbloqueables y un montón de contenido compensa los defectos del título".
Team Xbox analizó la versión de Xbox Live Arcade y dijo: "No se necesita mucha capacidad mental para darse cuenta de que este es un título que queda mejor en el estante", en su revisión del 4/10. La crítica negativa de GameSpots (5.5 / 10) declaró: "(...)Solo un puñado de estos minijuegos independientes se parecen a algo de interés ".

## Secuelas
Una secuela, Brain Challenge vol. 2: Gestión del estrés, fue lanzado por Gameloft para teléfonos móviles en 2007. Gameloft lanzó otra secuela, "Brain Challenge 3: Think Again!" Para dispositivos móviles, iPod Touch, iPhone, en septiembre de 2009. En 2012, "Brain Challenge 4: Breaking Limits" se lanzó para teléfonos móviles. 